# مارسيلينو لوبيز (لاعب كرة قاعدة)
مارسيلينو لوبيز هو لاعب كرة قاعدة كوبي، ولد في 23 سبتمبر 1943 في هافانا في كوبا، وتوفي في 29 نوفمبر 2001 في هياليه في الولايات المتحدة.

## وصلات خارجية
- مارسيلينو لوبيز على موقع دوري كرة القاعدة الرئيسي (الإنجليزية)
- مارسيلينو لوبيز على موقعبيزبول رفرنس.كوم (الدوري الرئيسي) (الإنجليزية)
- مارسيلينو لوبيز على موقعبيزبول رفرنس.كوم (الدوري الثانوي) (الإنجليزية)
- مارسيلينو لوبيز على موقع إي إس بي إن.كوم (أم.أل.بي) (الإنجليزية)
- مارسيلينو لوبيز على موقع مشجعي الرسوم البيانية (الإنجليزية)